# Drum and bugle corps
Un drum and bugle corps (pronuncia: /drʌm/ /ænd/ /ˈbyugəl/ /kɔr/. abbreviato anche in Drum corps) è una formazione bandistica simile ad una marching band. Così come quest'ultima, un drum corps è una formazione focalizzata ad uno spettacolo in movimento, come parate o drill show anche se la formazione non comprende nessuno strumento ad ancia o legni in genere (come clarinetti, sassofoni, flauti). In Italia, la prima formazione di questo tipo è la Millennium Drum and Bugle Corps, con sede a Verdello.